# Ferdinand Marrou
Pour les articles homonymes, voir Marrou.
Ferdinand Marrou (26 janvier 1836 à Vaucluse hameau de Montjay (Hautes-Alpes) – 15 mai 1917 à Rouen) est un ferronnier français, actif en Normandie de 1870 à 1914. Il est célèbre pour ses nombreuses créations destinées aux monuments historiques rouennais.

## Biographie

### Enfance, jeunesse et formation
Ferdinand Marrou est le fils de Jean Antoine Victor Aimé (1798-1880) et Rosalie Rougier. Sa mère décède le 4 mai 1843 à l'âge de 35 ans, alors que l'enfant à 7 ans. Cette année-là, Ferdinand Marrou quitte son village pour entrer comme apprenti ferblantier à Serres. Il poursuit sa formation à Gap chez un ferblantier nommé Reynier. C'est à cette époque, vers 1850, que l'adolescent s'initie à la pratique du dessin.
En 1854, il intègre une maison spécialisée dans l'ornementation architecturale à Lyon où il s'initie à la ferronnerie d'art auprès de l'un des ouvriers, Périer. Après trois ans, il part à Paris perfectionner son art : durant huit ans, il travaille pour divers ateliers de ferronnerie et suit des cours de dessin.

### Installation à Rouen et premiers travaux en Normandie (1863-1885)

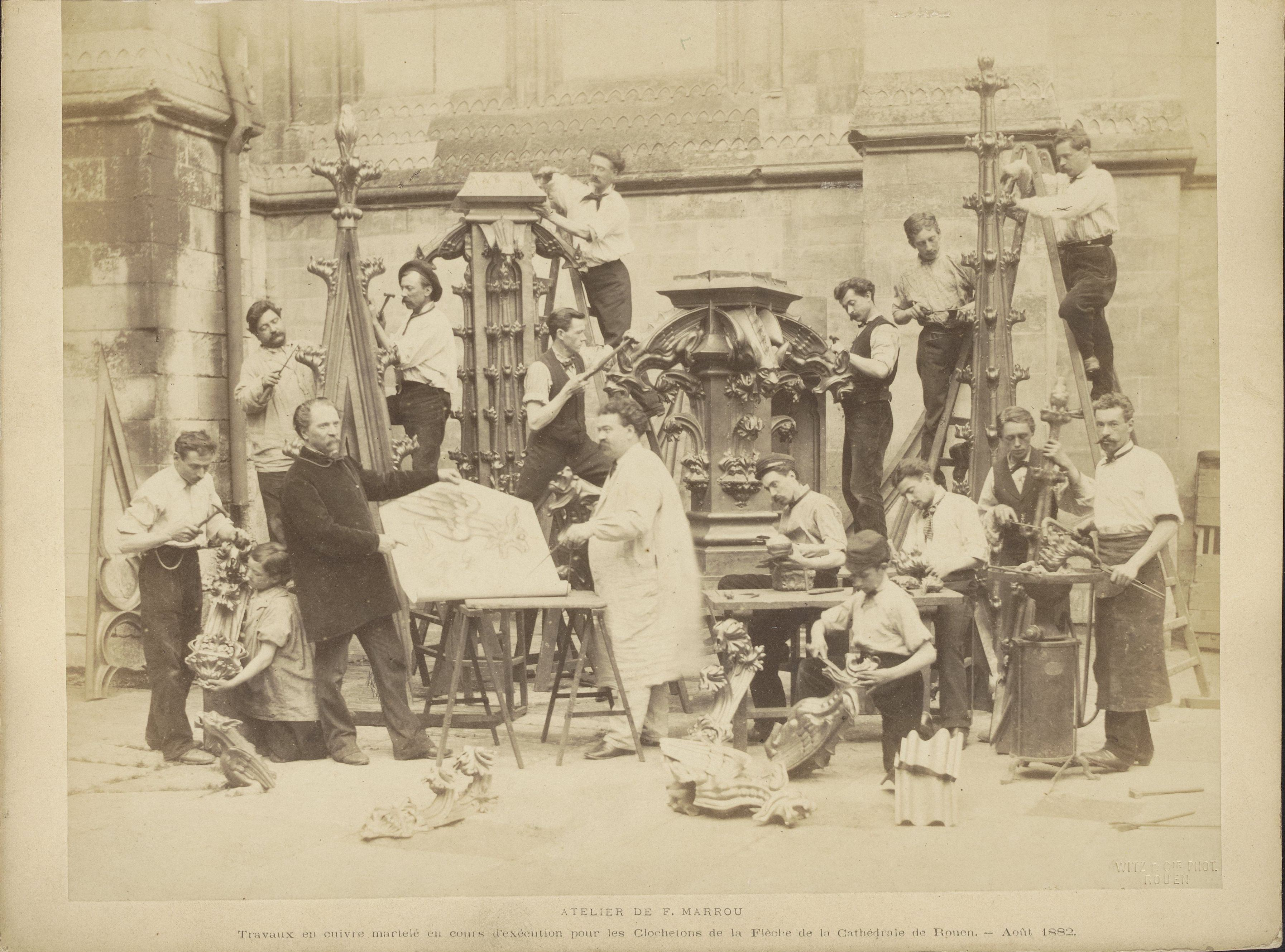
L'atelier Marrou en 1882, au moment du chantier des clochetons de la cathédrale de Rouen (photo Witz et Cie).

Ses travaux parisiens le font remarquer de François-Alexis Depeaux, négociant à Rouen, qui l'appelle dans cette ville en 1863, et l'aide à s'installer à son compte en 1868. Ferdinand Marrou a alors 32 ans. 

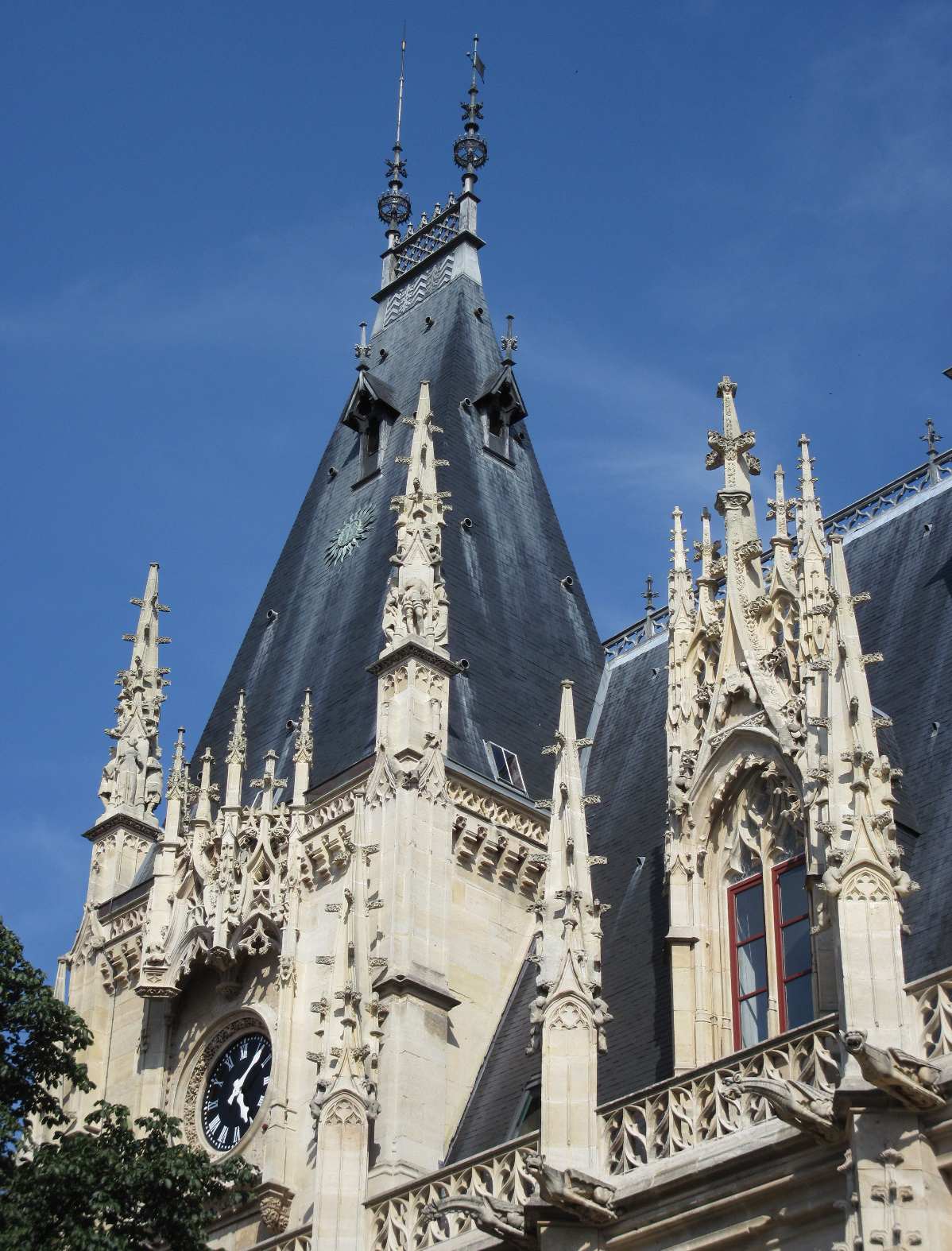
Entre 1880 et 1884, Marrou réalise l'ornementation des toitures de l'extension du palais de justice de Rouen. Ici la crête de faitage et les épis d'un pavillon en fer-de-hache.

En 1872, il expose son travail à la 23e exposition municipale de Rouen.
La prospérité économique de cette ville induit de nombreux travaux de restauration de son patrimoine culturel. Il est l'auteur des clochetons de la cathédrale Notre-Dame de Rouen, du clocher de l'église Saint-Romain et des épis de toiture du Gros-Horloge et de la tour Jeanne-d'Arc à Rouen. Le plus « pharaonique » de ses travaux est la pose de quatre clochetons entourant la flèche de la cathédrale. Les dimensions de l'ouvrage sont exceptionnelles : chaque clocheton a 25 mètres de haut et pèse 27 tonnes dont 7 sont ouvragées.
Son travail est très rapidement reconnu : les architectes les plus réputés de la région (Jacques-Eugène et Eugène Barthélémy, Louis Desmarest, Louis Sauvageot) lui commandent des réalisations pour leurs chantiers ; la Société libre d'émulation du commerce et de l'industrie de la Seine-Inférieure le récompense d'une médaille de vermeil en 1874 et d'une médaille d'or en 1878,.

### Les années de succès (1885-1914)

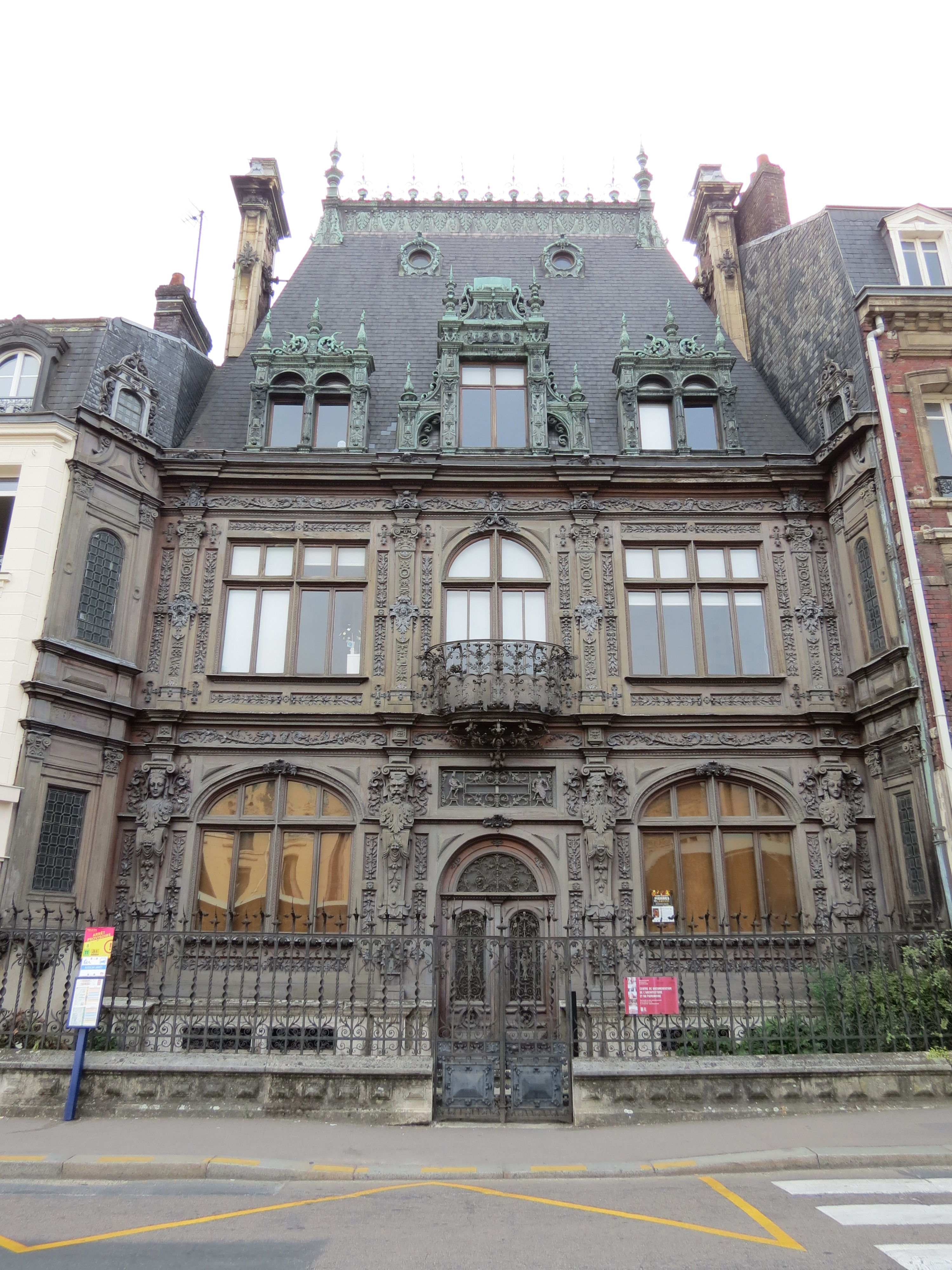
Maison Marrou, rue Verte à Rouen.

Reconnu dans les expositions régionales (Caen en 1883, Rouen en 1884), Ferdinand Marrou présente ses travaux aux expositions nationales et internationales, au cours desquelles il est fréquemment récompensé (Paris en 1878, Amsterdam en 1883, Anvers en 1885). Lors de l'Exposition universelle de 1889, Marrou obtient la médaille d'or pour une fontaine en fer forgé.
Fier de ses succès, il décide de se construire une nouvelle demeure en 1890. Il choisit un emplacement rue Verte, à l'immédiate sortie de la gare de Rouen et fait appel à l'architecte Émile Janet pour les plans et l'élévation, se réservant le dessin des ornements de la façade, des grilles et des balustrades. Véritable démonstration de son savoir-faire et de sa créativité, sa maison lui assure une efficace publicité.
En 1902, Ferdinand Marrou dessine la façade de son magasin de vente au 70 rue Saint-Romain. Son atelier était situé 59 rue Saint-Nicolas.
L'atelier périclite avec la Grande Guerre. Âgé de 81 ans, Ferdinand Marrou décède en 1917. Ses obsèques seront l'occasion d'un discours dithyrambique sur l'artiste. Il repose au cimetière monumental de Rouen sous un tombeau qu'il a lui-même conçu.

### Implication dans la vie culturelle rouennaise
Membre de la Société libre d'émulation de la Seine-Inférieure en 1879 et de la Société industrielle de Rouen en 1884, il est l'un des membres fondateurs de la Société des Amis des Monuments Rouennais en 1886.

## Réalisations

### Techniques, styles et inspirations

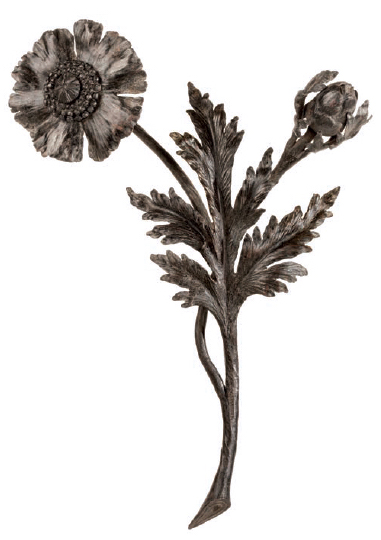
Anémone en métal, début XXe siècle.

L'œuvre de Ferdinand Marrou est éclectique et puise dans les styles de diverses époques (du XIIIe au XVIIIe siècle). À la fin de sa vie, peut-être sous l'influence de son fils Jean (décédé en 1912), il a également dessiné des ornements dans le goût Art nouveau.
Ferdinand Marrou a travaillé le fer, le cuivre, le plomb et le zinc, selon des méthodes traditionnelles : moulage, modelage, assemblage. Ses réalisations sont louées pour leur finesse d'exécution et leur richesse décorative abondante. Le ferronnier appréciait particulièrement les enroulements, les brins torsadés et le décor végétal. Pour réaliser ces motifs végétaux, Ferdinand Marrou peignait à l'aquarelle d'après nature et entretenait un important herbier.

### Créations architecturales
Ferdinand Marrou a exécuté les ferronneries d'art de nombreux monuments rouennais et haut-normands — dans le cadre de restauration ou de construction neuves. Selon la nature des commandes, il est appelé à se conformer aux dessins de l'architecte ou à réaliser lui-même le motif des ornements.
La plupart de ses créations monumentales sont conservées et encore visibles.

#### À Rouen

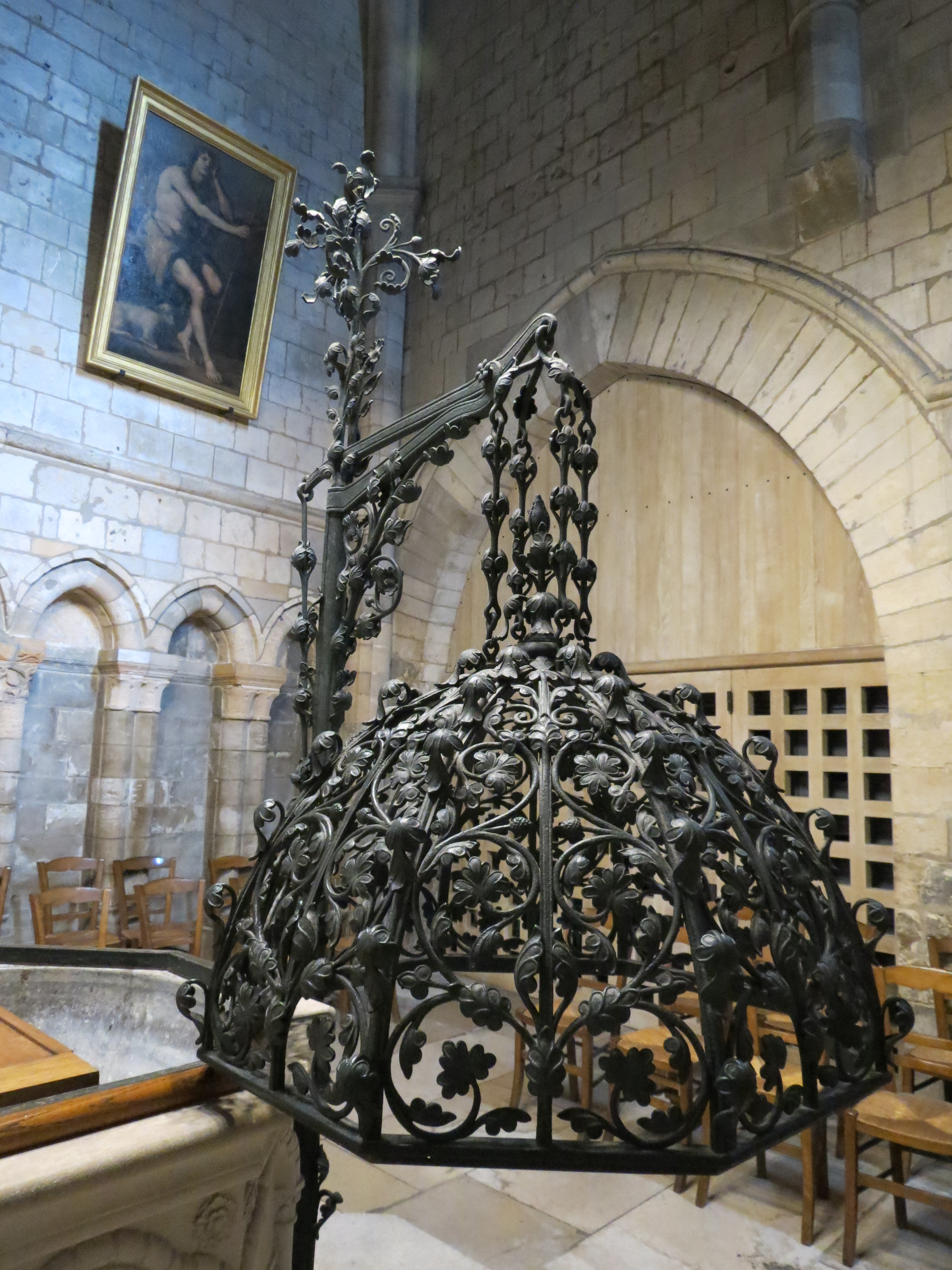
Couvercle avec potence en fer forgé, cuve baptismale dans la tour Saint-Romain.

- épi de faîtage de la tour Jeanne-d'Arc à Rouen, 1874

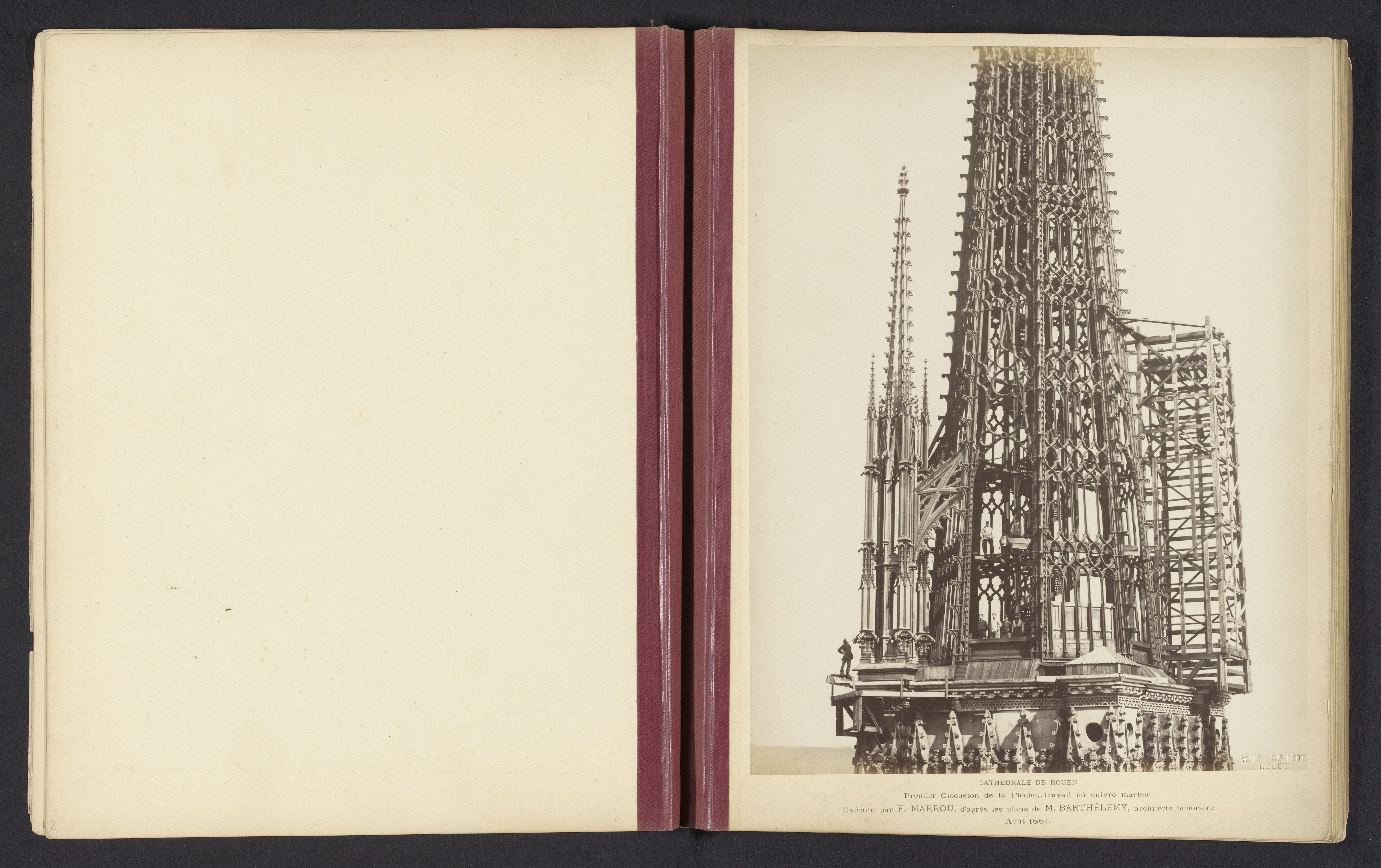
Installation des clochetons de la cathédrale en 1881.

- Installation des clochetons de la cathédrale en 1881.coq en cuivre de la flèche de la cathédrale, 1876
- clocher de l'église Saint-Romain, 1877[8] : le plan est d'Eugène Barthélémy
- faîtage de la salle des Pas-Perdus du palais de justice de Rouen
- clochetons de la cathédrale Notre-Dame de Rouen, 1880-1884 : les dessins sont d'Eugène Barthélémy
- tombeau de la famille Thouroude, cimetière monumental de Rouen, 1883
- faîtage du tribunal de première instance du palais de justice de Rouen, 1884
- tombeau de Joseph Faucon, cimetière monumental de Rouen, 1886
- ferronneries intérieures et extérieures de la maison Marrou[9], demeure de l'artiste, 29, rue Verte à Rouen, 1890[10] : dessin et réalisation par Ferdinand Marrou, dans un style principalement néo-Renaissance
- épis de toiture du Gros-Horloge, 1892 : restauration sous la direction de Louis Sauvageot
- marquise du café Victor, 1900[11] : aujourd'hui détruit
- ferronnerie sur le buste de Guy de Maupassant par Raoul Verlet, 1900[12],[13]
- marquises de l'hôtel d’Angleterre
- agence de Ferdinand Marrou, 70 rue Saint-Romain, vers 1902 : dessin et exécution par Ferdinand Marrou
- fonts baptismaux de la cathédrale Notre-Dame, 1913 : couvercle et potence.
- tombeau de Ferdinand Marrou, cimetière monumental de Rouen, 1917

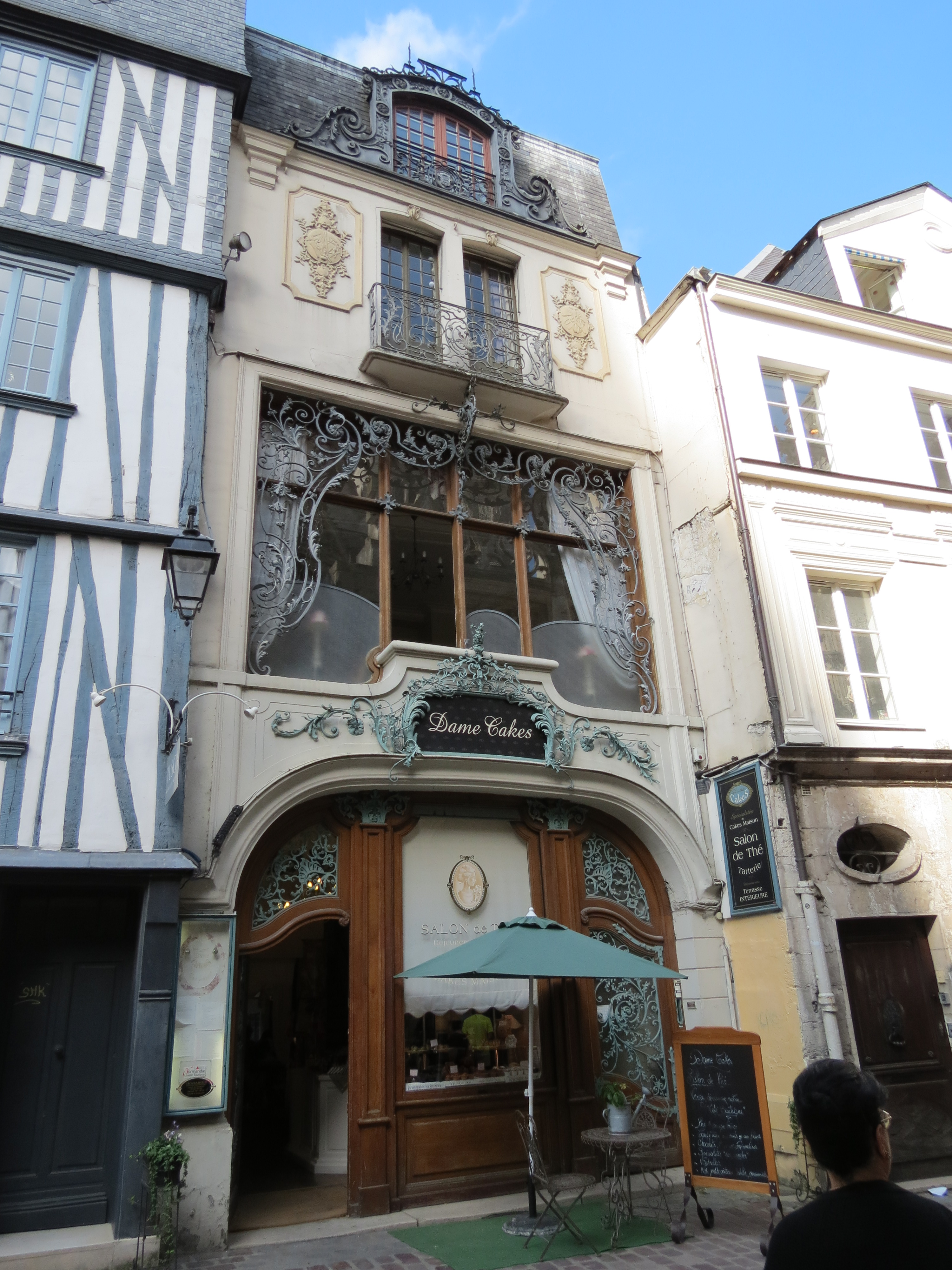
Ancien magasin de Ferdinand Marrou, rue Saint-Romain.

#### Ailleurs en Seine-Maritime
- épis de toiture du pavillon d'entrée du château d'Auberville-la-Manuel, vers 1880.
- ferronneries au palais Bénédictine à Fécamp, 1880-1886 : notamment le puits, présenté à l'Exposition Universelle de Paris en 1889. Ce dernier est inspiré de celui du parvis de la cathédrale d'Anvers, autrefois attribué à Quentin Metsys[1]
- ornementations de la toiture de la Bourse du Havre, avant 1884 : aujourd'hui détruite.
- clocher de la chapelle du château de Petit-Essart à Grand-Couronne, 1885 : sur les plans d'Eugène Barthélémy.
- baptistère de la basilique Notre-Dame de Bonsecours, couvercle en cuivre repoussé, 1886 : sur les dessins d'Eugène Barthélémy.
- ornements de faîtage de la basilique Notre-Dame de Bonsecours.
- ferronneries du château de Bertheauville à Paluel, 1887-1890[14] : dans un style néo-Renaisssance
- monument de Jeanne d'Arc, Bonsecours, vers 1892 : décor du couronnement du monument, sur les dessins de Juste Lisch, dans un style néo-Renaissance.
- ferronneries du château de Saint-Pierre-de-Varengeville (actuellement centre d'art contemporain Matmut pour les arts), 1898 : décor du château et clocheton de la chapelle sur les dessins de Lucien Lefort, de style néo-Louis XIII.
- Puits de la maison d'Albert Lambert à La Bouille.
- épis de faîtage de l'église Saint-Jacques de Dieppe : sur un dessin de Louis Sauvageot.
- couronnement de la grille du château de Bierville : dans un style néo-Louis XIV.

### Ornements architecturaux en série
Les catalogues de vente de la maison Ferdinand Marrou comprenaient de très nombreux modèles d'ornementations architecturales, de styles très éclectiques : grilles de balcons, épis de faîtages, ornements de lucarnes.

### Mobilier et petits objets de la vie quotidienne
Ferdinand Marrou a également dessiné de nombreux objets pour la vie quotidienne, qui se vendaient dans sa boutique de la rue Saint-Romain : lustres, lampes, cadres de miroirs, etc.
Un lampadaire décoré de pavots est conservé au Petit Palais à Paris : présenté en 1905 lors de l'Exposition du fer forgé, du cuivre et de l'étain, il avait été acheté par le sous-secrétariat d'État aux Beaux-Arts.

À la fin de sa vie, il réalise des lampes, où sont intégrées des pâtes de verre de la cristallerie Daum.

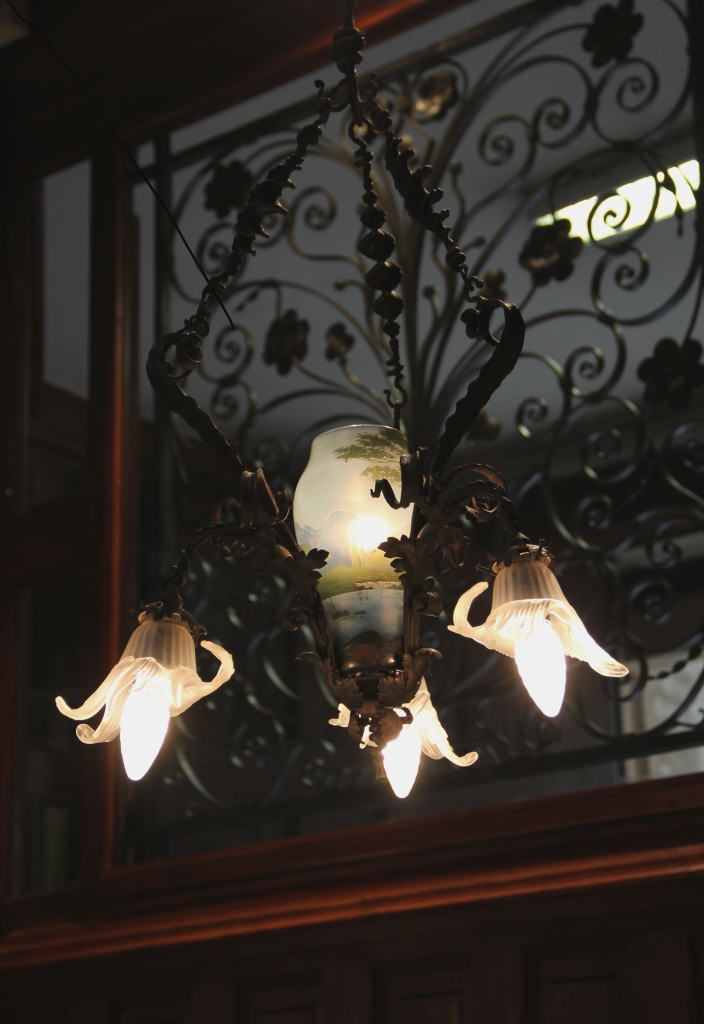
Lustre en fer forgé et pâte de verre, Rouen, Musée Le Secq des Tournelles.
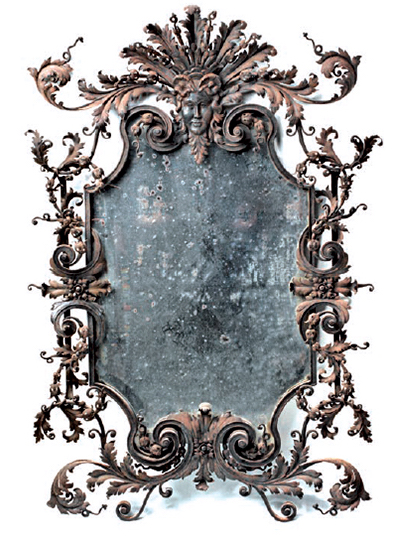
Miroir, fer forgé et repoussé, fin XIXe siècle.
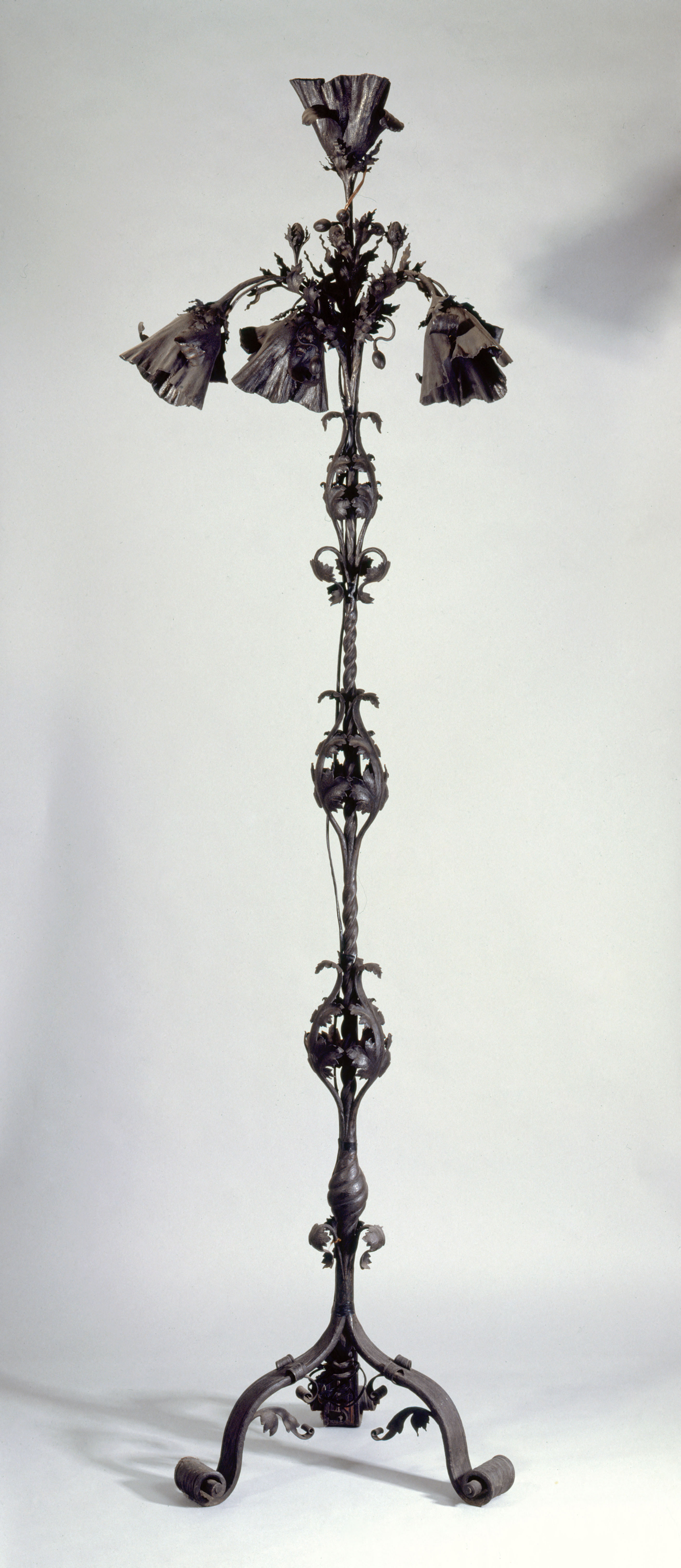
Lampadaire Pavot, fer forgé, vers 1905, 225 × 57 cm, Paris, Petit Palais.
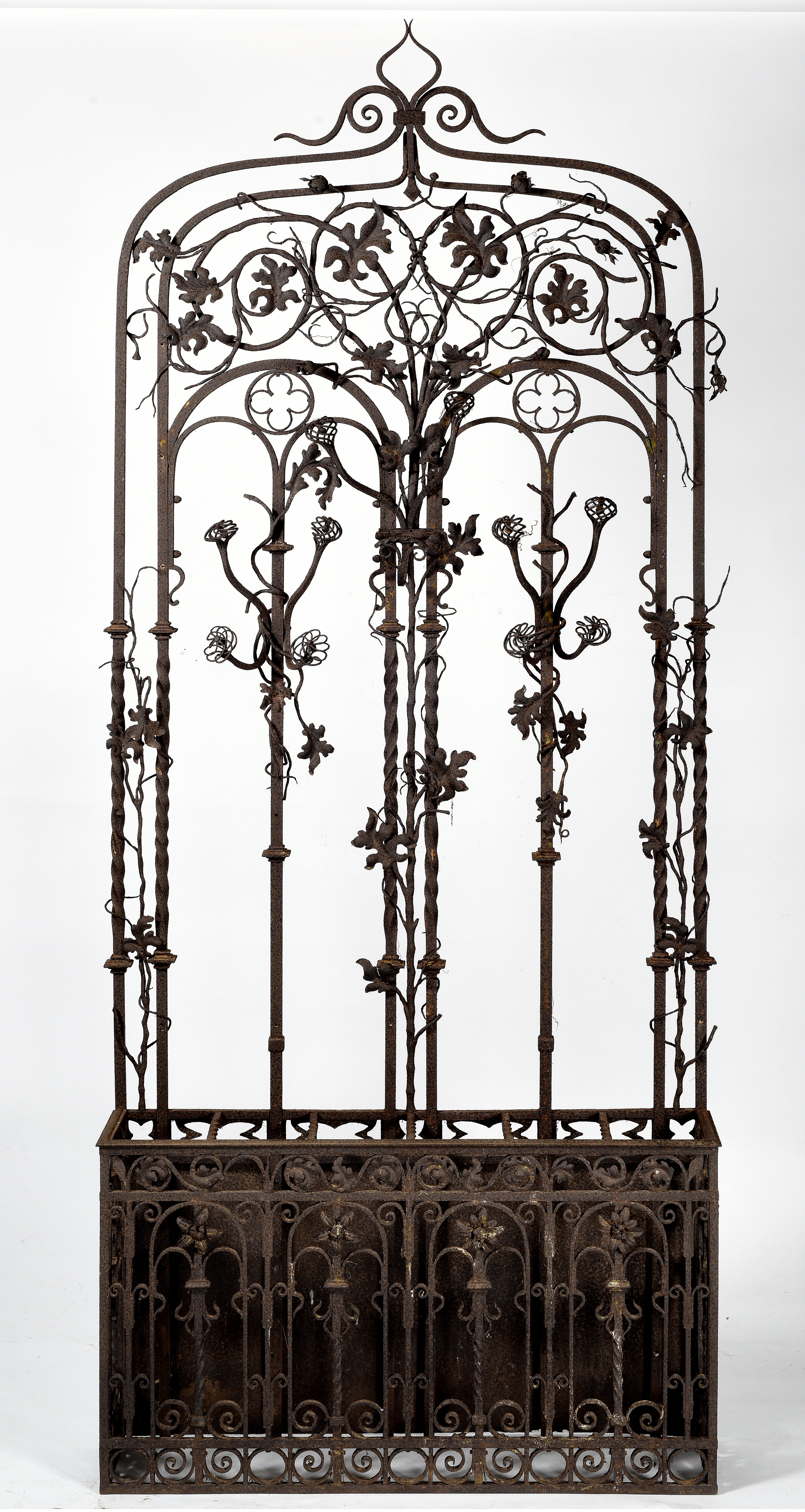
Vestiaire en fer forgé, Rouen, Musée Le Secq des Tournelles.
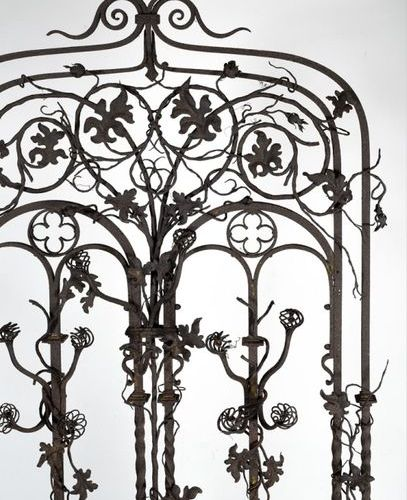
Vestiaire en fer forgé, Rouen, Musée Le Secq des Tournelles (détail).
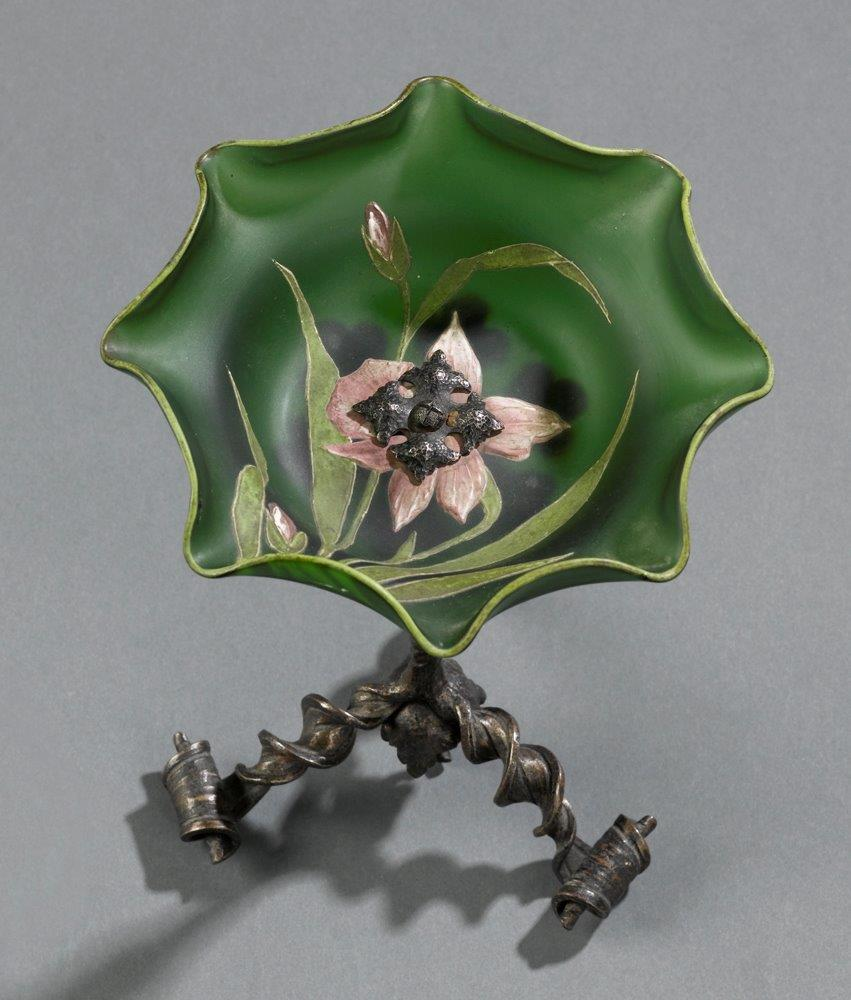
Coupe en fer forgé et pâte de verre, début XXe siècle, Musée Le Secq des Tournelles.

## Expositions et récompenses

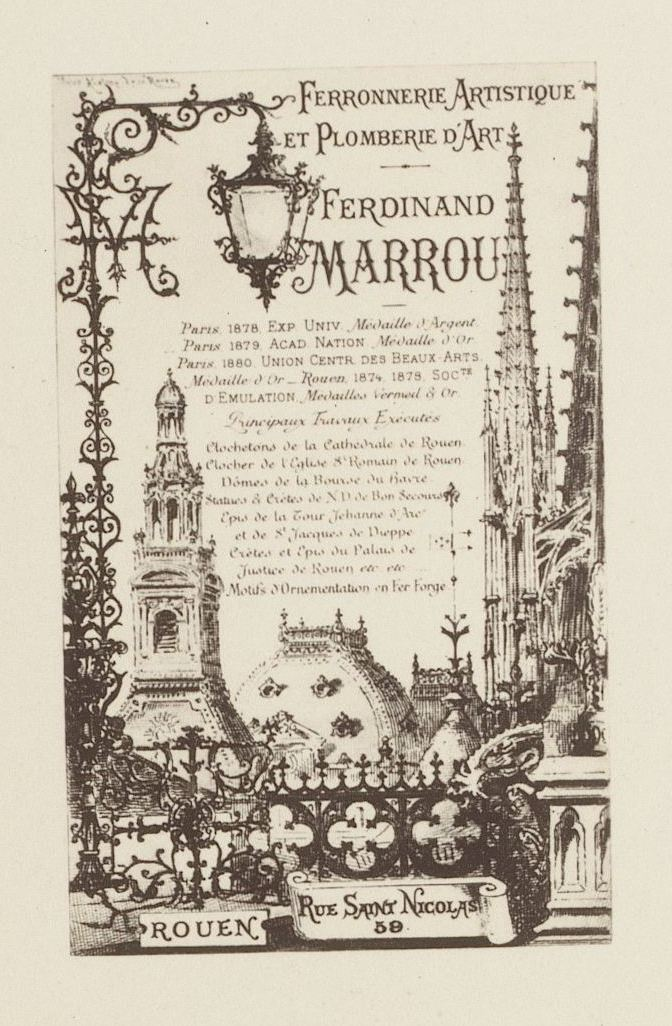
Carte adresse de Ferdinand Marrou, vers 1880-1883, par Jules Adeline.

Tout au long de sa carrière, Ferdinand Marrou a participé à des expositions régionales, nationales et universelles, dans le but de faire connaître sa production.
- 1878 : Exposition universelle, Paris : médaille d'argent ; médaille d'or de la Société libre d'émulation de la Seine-Inférieure
- 1880 : Exposition de l'Union centrale des Beaux-Arts appliqués à l'Industrie, Paris : prix d'honneur et médaille d'or
- 1883 : Exposition régionale, Caen : diplôme d'honneur
- 1884 : Exposition industrielle nationale et régionale, Rouen
- 1885 : Exposition universelle, Anvers : présentation d'un des pinacles de la flèche de la cathédrale de Rouen
- 1885 :  Chevalier de la Légion d'honneur (décret du 29 décembre 1885)[16]
- 1889 : Exposition universelle, Paris : présentation d'un puits, inspiré de celui d'Anvers, ensuite installé au Palais Bénédictine à Fécamp, médaille d'or
- 1890 : Exposition internationale, Londres
- 1891 : Exposition internationale, Moscou
- 1893 : Exposition internationale, Chicago
- 1895 : Exposition internationale, Berlin
- 1900 : Exposition universelle, Paris